# Phelipara indica
Phelipara indica là một loài bọ cánh cứng trong họ Cerambycidae.